# 犬派/猫派
犬派（いぬは）および猫派（ねこは）とは、イヌまたはネコのどちらが好みであるかを表す言葉である。

## 概要
イヌもしくはネコについて、イヌの方が好みである人のことを「犬派」、ネコの方が好みである人のことを「猫派」という。
クロス・マーケティングが実施した調査によると、犬派が46.9%、猫派が33.6%、どちらでもないという人が19.5%と、犬派の方が多いという結果がある。マーケティングリサーチ会社：アイスタットが2024年に調査した結果では、犬派が53.0%、猫派が37.3%、どちらも嫌いという人が9.7%だった。

## 犬派と猫派に見られる違い
アメリカ合衆国のキャロル大学の研究によると、犬派の人は猫派の人に比べ、外交的でルールに厳しく、傷付きにくい傾向がある。また、猫派の人は、犬派の人に比べて理解力や感受性があり、内向的、非現実的で、自制心が低い傾向がある（ただし、例外もある）。